# Les Ballets C de la B
Les Ballets C de la B (voluit: Les Ballets Contemporains de la Belgique) werd in 1984 opgericht door Alain Platel. Intussen is dit dans- en theatergezelschap bekend in binnen- en buitenland. 
Les Ballets C de la B wordt vaak in één adem genoemd met Wim Vandekeybus, Anne Teresa De Keersmaeker, Jan Lauwers en Jan Fabre, allen artiesten die in de jaren 1980 hebben ingestaan voor een kentering binnen het Vlaamse podiumlandschap, de zogenaamde Vlaamse Golf.

## Collectief
Les Ballets C de la B maakte wereldfaam met een eclectische, haast surrealistische mix van hedendaagse dans, teksttheater en muziek. Doorheen de jaren heeft het gezelschap zich ontwikkeld tot een artistiek platform voor verschillende choreografen, dat naast Alain Platel wordt bezield door Christine De Smedt en Koen Augustijnen. Eerder maakte ook Hans van den Broeck deel uit van de compagnie, tot hij in 2002 zijn eigen groep cie Soit stichtte. Sidi Larbi Cherkaoui, vandaag aan de slag als artistiek leider bij Ballet Vlaanderen en bij zijn eigen gezelschap Eastman, was choreograaf bij Les Ballets C de la B tot 2006.
Nog steeds houdt Les Ballets C de la B eraan om beloftevolle jonge artiesten vanuit verschillende disciplines en achtergronden (zoals op dit moment gastchoreografen Lisi Estaràs en Ted Stoffer) deel te laten nemen aan dit creatieve proces. Door de mix van artistieke visies die elkaar voortdurend bestuiven, valt Les Ballets C. de la B. niet zomaar onder één noemer te brengen. Toch ontstaat zoiets als een huisstijl (populair, anarchistisch, eclectisch, geëngageerd) onder het motto: ‘deze dans is van de wereld en de wereld is van iedereen'.
Ten slotte positioneert Les Ballets C de la B zich graag als een sociaal geëngageerde groep. Getuige hiervan vb. de regelmatige samenwerking met artiesten uit Palestina, die in zeer moeilijke omstandigheden toch proberen een interessant artistiek parcours uit te tekenen.

## Sleutelfiguren
- Alain Platel nam binnen het collectief afwisselend de rol van performer, choreograaf of artistiek leider op zich. Na Allemaal Indiaan, een samenwerking met Arne Sierens - het culminatiepunt na een hele reeks succesvolle producties - trok hij zich terug als regisseur. Gevoed door een reis naar Palestina keerde Platel terug met de muziektheaterproductie Wolf (2003), een elan dat hij doorzette in vsprs (2006). In 2010 regisseerde hij Out of context waarbij hij terugging naar de basis van de dansmakerij vertrekkende van het geloof in de kracht van het menselijk lijf als emotioneel werktuig. Het menselijk lichaam centraal gesteld als basisgegeven van levende beeldende kunst. In 2010 maakte hij samen met Frank Van Laecke de voorstelling Gardenia, naar het idee van Vanessa Van Durme.

- Christine De Smedt vervoegde Les Ballets C de la B in 1990 na haar studies criminologie. Ze creëerde haar eerste solo La force fait l'union fait la force in 1993. In 9x9 (2000) nam ze de menselijke massa als uitgangspunt en ging ze aan de slag met deelnemers van uiteenlopende achtergronden (bejaarden, jongeren, fotografen). Van 2002 tot eind 2005 was Christine De Smedt co-artistiek leider van Les Ballets C de la B.

- Koen Augustijnen startte in 1991 als danser bij Les Ballets C de la B. Vanaf 1997 trad hij aan als choreograaf met To Crush Time waarbij hij de kwetsbaarheid achter de façade van helden als Mohammed Ali en John Massis blootlegde. Daarna volgden de producties Just another Landscape for some Jukebox Money (2002), bâche (2004) en IMPORT EXPORT (2006).